# 후지와라 식가
후지와라 식가(일본어: 藤原 式家 후지와라 시키케[*])는 후지와라노 후히토의 삼남 후지와라노 우마카이를 중시조로 하는 후지와라씨의 지류이다. 우마카이가 식부경의 벼슬을 지낸 데서 가명이 유래하였다.

## 같이 보기
- 후지와라 북가
- 후지와라 남가
- 후지와라 경가